# She's the Boss
| 전문가 평가      | 전문가 평가 |
| 평가 점수        | 평가 점수   |
| 출처             | 점수        |
| ---------------- | ----------- |
| AllMusic         | 3/별        |
| Robert Christgau | C           |
| Rolling Stone    | link        |

《She's the Boss》는 1985년 2월 19일에 발매된 롤링 스톤스의 프런트맨 믹 재거의 솔로 데뷔 음반이다. 1983년 롤링 스톤스가 CBS 레코드와 계약했을 때, 그들에게 이용 가능한 옵션들 중 하나는 개별 프로젝트에 대한 것이었고, 재거는 《She's the Boss》를 열심히 작업하기 시작했다.

## 배경
《Undercover》의 발매에 이어 재거는 1984년 5월에 녹음이 시작되었을 때 스튜디오에서 다양한 음악가 친구들의 도움을 허가하면서 그의 첫 번째 솔로 프로젝트를 위한 자료를 만들기 시작했다. 관련자 중에는 피트 타운젠드, 제프 벡, 카를로스 알로마, 허비 행콕, 컴퍼스 포인트 올스타즈가 있었으며, 재거는 빌 라스웰, 나일 로저스와 함께 프로듀싱을 맡았다.
롤링 스톤스에서 재거의 오랜 음악적 파트너인 키스 리처즈는 재거가 서로의 첫 번째 우선순위가 되어야 한다고 느끼며 솔로 작품을 추구하는 것을 달가워하지 않았다. 특히 리처즈는 1983년에 재거가 롤링 스톤스에게 알리지 않고 수백만 롤링 스톤스의 거래에 대해 CBS와 세 장의 음반 솔로 계약을 한 것에 화가 났다. 두 음악가 사이의 증가하는 마찰은 그들이 몇 년 후에 그들의 차이점을 해결하기 전에 1986년에 공개적으로 폭발할 것이다. 리처즈는 2010년 회고록인 《라이프》에서 "마치 《나의 투쟁》 같았다. 모두가 복사본을 가지고 있었지만 아무도 그것을 듣지 않았다." 라고 언급했다.
《She's the Boss》는 1985년 2월에 발표되었으며, 그 후엔 〈Just Another Night〉라는 제목의 곡이 나왔다. 음반과 첫 싱글은 모두 전 세계적으로 인기를 끌었는데, 〈Just Another Night〉는 미국 메인스트림 록 차트 1위, 미국 팝 차트 12위에 올랐으며, 《She's the Boss》가 영국에서 6위, 미국에서 13위에 올라 플래티넘이 되었다.
후속 싱글인 〈Lucky in Love〉는 톱 40 미국 히트곡이 될 것이고, 싱글 버전(비디오로도 발매)은 음반 버전에서 상당히 리믹스되었다. 그리고 싱글 버전은 4분 51초이다.

## 곡 목록
모든 곡들은 특별한 언급이 없는 한 믹 재거에 의해 작사/작곡하였다.
| #  | 제목                    | 작사·작곡            | 재생 시간 |
| -- | ----------------------- | -------------------- | --------- |
| 1. | 〈Lonely at the Top〉   | 믹 재거, 키스 리처즈 | 3:47      |
| 2. | 〈1/2 a Loaf〉          |                      | 4:59      |
| 3. | 〈Running Out of Luck〉 |                      | 4:15      |
| 4. | 〈Turn the Girl Loose〉 |                      | 3:53      |
| 5. | 〈Hard Woman〉          |                      | 4:24      |

| #  | 제목                   | 작사·작곡               | 재생 시간 |
| -- | ---------------------- | ----------------------- | --------- |
| 6. | 〈Just Another Night〉 |                         | 5:15      |
| 7. | 〈Lucky in Love〉      | 재거, 카를로스 알로마르 | 6:13      |
| 8. | 〈Secrets〉            |                         | 5:02      |
| 9. | 〈She's the Boss〉     | 재거, 알로마르          | 5:15      |

## 인증
| 국가                       | 인증     | 판매량/출하량 |
| -------------------------- | -------- | ------------- |
| 오스트레일리아 (ARIA)      | 플래티넘 | 70,000^       |
| 캐나다 (뮤직 캐나다)       | 플래티넘 | 100,000^      |
| 독일 (BVMI)                | 골드     | 250,000^      |
| 뉴질랜드 (RMNZ)            | 플래티넘 | 15,000^       |
| 스위스 (IFPI 스위스)       | 골드     | 25,000^       |
| 영국 (BPI)                 | 실버     | 60,000^       |
| 미국 (RIAA)                | 플래티넘 | 1,000,000^    |
| ^출하량을 기반으로 한 인증 |          |               |